# 富永仲基
富永仲基（1715年—1746年），日本江户时代的学者。

## 生平
1715年出生于大阪商人家庭，是一位著名的宗教批评家。他在其著作中，包括《出定后语》（1745年）和《翁之文》（1746年），批评佛教，儒家和神道教，理由是它们在很大程度上是不真实的，有违情理。

## 相關詞條
- 佛教
- 大乘佛教
- 漢傳佛教
- 日本佛教
- 日本佛教史
- 對佛教的批判
- 大乘非佛說論諍